# ¡Ay, pena, penita, pena!
¡Ay, pena, penita, pena! es una película de comedia musical hispano-mexicana de 1953 dirigida por Miguel Morayta y protagonizada por Lola Flores y Luis Aguilar.
Esta película se enmarca en el contrato que firmó en 1951, el productor Cesareo González, propietario de Suevia Films, con Lola Flores para hacer varias películas dirigidas al mercado español y mexicano. ¡Ay pena, penita, pena! fue la primera de los nueve musicales que interpretó la artista jerezana en México entre 1953 y 1964 y una de las más exitosas de estas producciones.
Para interesar al público mexicano y de otros países a los que también se pretendía llegar, en el reparto se incluye junto a  Lola Flores a Luis Aguilar, que era una gran estrella de la música mexicana y también a otro actor muy popular en ese país, Antonio Badú. 
La película giran en torno al papel que interpreta Lola Flores, caracterizado por su procedencia andaluza, denotado en el habla, la vestimenta y adornos que luce al igual que sucede en otros musicales folclóricos de esos años en los que el cine folclórico destacó.

## Sinopsis
Una cantante gitana que se gana la vida vendiendo billetes de lotería, entabla conversación con dos pobres hermanos mexicanos y deciden comprar un billete de lotería, que resulta premiado. Viajan a México, donde ella terminará triunfando como cantante.

## Número musicales
Los número musicales más destacados de la película son:
- Muerto de amor, de Rafael de León (Lola Flores)
- ¡Ay, pena, penita, pena! (Lola Flores)[2]
- El sinaloense (Luis Aguilar)
- Tú, sólo tú (Luis Aguilar-Lola Flores)
- España mía (Lola Flores)

## Menciones
- Premios Ariel de 1953: Nominación a Rafael Llamas por Mejor Actor de Cuadro.

## Reparto
| Intérprete               | Personaje                         |
| ------------------------ | --------------------------------- |
| Lola Flores              | Carmen Heredia                    |
| Luis Aguilar             | Luis Melgar                       |
| Antonio Badú             | Carlos Melgar                     |
| Fernando Soto            | Atenógenes García                 |
| Rafael Llamas            | Antoñito Torres                   |
| Miguel Ángel Ferriz      | Don Pancho Melgar                 |
| Enrique García Álvarez   | Don Juan Larios                   |
| Rafael Estrada           | Anunciador                        |
| Carmen Flores            | Bailarina                         |
| Faíco                    | Bailarín                          |
| Paco Aguilera            | Guitarista                        |
| El Trío Aguilillas       | Trío                              |
| El Trio Nocturnal        | Trío                              |
| Mariachi México          | Mariachi                          |
| Daniel Arroyo            | Cliente restaurante               |
| Francisco Beal           | Cliente cabaret                   |
| Carlos Bravo y Fernández | Borracho cabaret                  |
| Emilio Garibay           | Amigo de Pancho                   |
| Hilda Grey               | Graciela Collado viuda de Camargo |
| Emilio Gálvez            | Cantante                          |
| Jesús Gómez              | Amigo de Pancho                   |
| Francisco Ledesma        | Camarero                          |
| Antonio Maciel           | Cantante                          |
| Chimi Monterrey          | Bongonsero                        |
| Luis Mussot hijo         | Enfermero                         |
| Rubén Márquez            | Cliente cabaret                   |
| Pepe Nava                | Mesero                            |
| Humberto Rodríguez       | Mayordomo                         |
| Ángela Rodríguez         | Cliente cabaret                   |
| José Torvay              | Turco                             |
| Armando Velasco          | Administrador hotel               |